# 漢憲陵
憲陵，是中国汉顺帝刘保的陵园，位于河南省洛阳市西北三十里铺南。
汉顺帝建康元年（144年）八月初六，汉顺帝驾崩。九月十七，汉顺帝葬在洛阳城西十五里的憲陵。山方三百步，高八丈四尺。四出司马门，石殿在行马内，寝殿、园侍吏舍在殿东，堤封田十八顷五十九亩。汉顺帝安葬当年，憲陵就被盗贼盗掘。汉桓帝和平元年（150年）三月初三，顺烈皇后葬於宪陵。2001年，作为邙山陵墓群的一部分被国务院核定公布为第五批全国重点文物保护单位。